# Câmara de bronzeamento

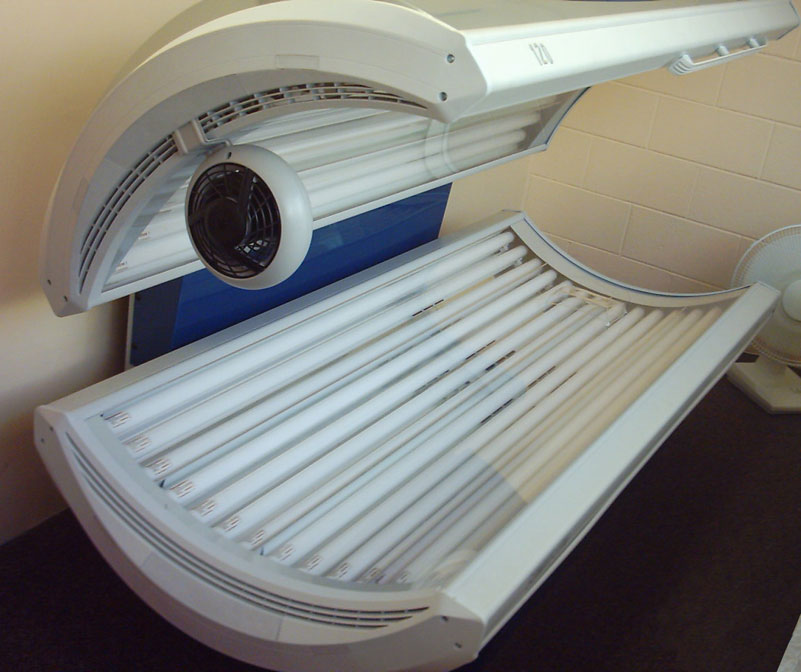
Uma câmara de bronzeamento com as luzes desligadas

Uma câmara de bronzeamento, também conhecida como cama de bronzeamento ou solário é um dispositivo emissor de radiação ultravioleta (tipicamente 95% UVA e 5% UVB, +/-3%) usado para produzir um bronzeamento cosmético.
Devido aos efeitos adversos à saúde humana, a Organização Mundial de Saúde não recomenda o uso de dispositivos de bronzeamento UV para fins cosméticos.
Em novembro de 2009, a Anvisa proibiu o uso de câmaras de bronzeamento artificial para fins estéticos no Brasil, tornando o país o primeiro, em todo o mundo, a banir o uso do aparelho.